# 吉原通雄

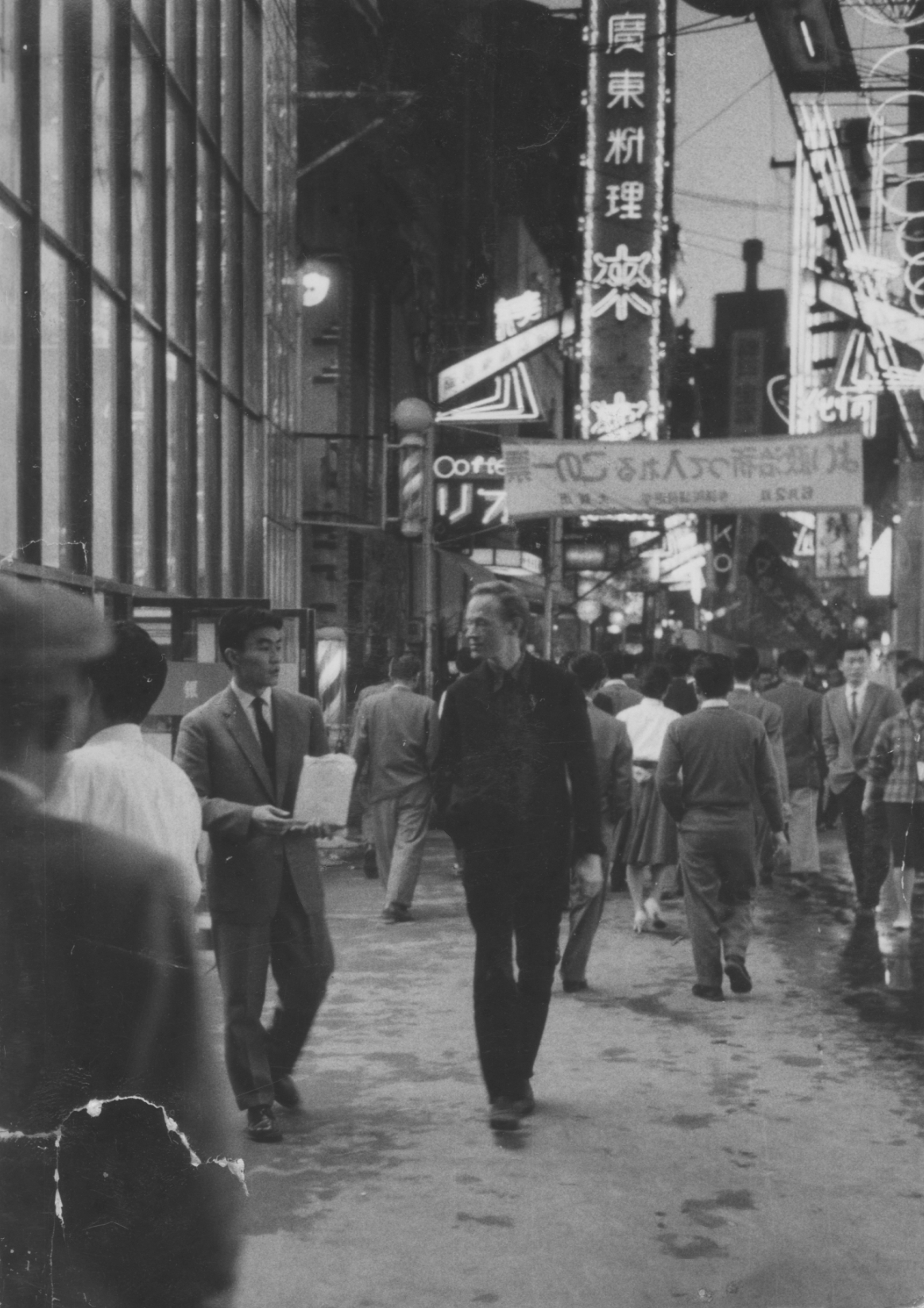
吉原通雄と南アフリカ共和国の芸術家クリスト・コーツィー1959年大阪

吉原 通雄（よしはら みちお、1933年2月15日 - 1996年2月18日）は、日本の現代美術家。具体美術協会のメンバーであった。美術家の吉原治良の息子（次男）である。

## 概要
1933年2月15日兵庫県芦屋市生まれ。芸術家吉原治良の息子（次男）である。灘高等学校、関西学院大学出身。
具体美術協会の会員であった。
1996年2月18日、脳内出血のため死去。